# Списак синагога у Србији
На овој страници налази се списак значајних синагога на територији Републике Србије.

## Постојеће синагоге
| Назив                     | Фотографија | Адреса                              | Место    | Округ              | Настанак   | Тип                                    | Категорија |
| ------------------------- | ----------- | ----------------------------------- | -------- | ------------------ | ---------- | -------------------------------------- | --- |
| Сукат шалом (Колиба мира) |             | Маршала Бирјузова 19                | Београд  | Београд            | 1925.      | Претходно ашкенаски Тренутно сефардски | Споменик културе |
| Земунска синагога         |             | Рабина Јехуде Алкалаја 4            | Земун    | Београд            | 1850.      | Ашкенаска                              | Подигнута је 1850. године на месту старије синагоге из XVIII века, као део јеврејског културног центра са школом и општином. Синагога је освећена 1863. године. Током окупације је служила као магацински простор, пошто је претходно опљачкана, а верске реликвије уништене. После рата, синагога је враћена Јеврејској општини, али није било средстава да се поправи. Није коришћена све до 1962. године, када је продата Скупштини општине Земун. Од тада је поново била магацин, затим диско клуб, и на крају је претворена у кафану. |
| Молитвени дом             |             | Генерала Милојка Лешјанина 14       | Ниш      | Нишавски округ     | 1925.      |                                        | Од 2009. године постаје Храм културе |
| Новосадска синагога       |             | Јеврејска 11                        | Нови Сад | Јужнобачки округ   | 1906—1909. |                                        | Уврштена у просторно културно-историјску целину од великог значаја Има други степен заштите |
| Суботичка синагога        |             | Трг синагоге 2                      | Суботица | Севернобачки округ | 1902.      | Неолошки јудаизам                      | Споменик културе од изузетног значаја |
| Салашарска синагога       |             | Насеље Хајдуково                    | Суботица | Севернобачки округ |            |                                        | Подигла ју је породица Ингус на свом имању, поред своје виле на Хајдукову. Служила до 1944. године, тренутно у лошем стању |
| Апатинска синагога        |             | Улица Огњена Прице                  | Апатин   | Западнобачки округ | 1885.      | Неоренесансни стил                     | Од 1955. године постаје баптистичка црква |
| Шабачка синагога          |             | улица Владе Јовановића (Рабаџијска) | Шабац    | Мачвански округ    | 1894.      | Сефардски стил                         | Након II Светског рата постаје обданиште, затим архив Библиотеке за периодику, а сада Музеј шабачких Јевреја |

## Срушене синагоге
| Фотографија | Место                         | Округ           | Изграђена                               | Срушена                         | Коментар |
| ----------- | ----------------------------- | --------------- | --------------------------------------- | ------------------------------- | --- |
|             | Панчевачка синагога           | Јужнобанатски   | 1909.                                   | 1956.                           | подигнута у улици др Светислава Касапиновића према пројекту архитекте Карла Фењвешија из Будимпеште од 1907. до 1909. Извођач је био Фердинанд Шец. Њено отварање било је 16.5.1910. |
|             | Синагога у Дебељачи           | Јужнобанатски   | 1895.                                   |                                 | Према неким подацима, у Дебељачи је постојала синагога већ 1880. године. Нова синагога је подигнута 1895. године када је у Дебељачи живело око 80 Јевреја. Зграда синагоге са заветним плочама и Давидовом звездом на предњој фасади још увек постоји, али је пренамењена за коришћење као привредни објекат, за млин за сточну храну. У Дебељачи је од 1886. године постојало јеврејско гробље и верска школа Талмуд Тора. Сачувани споменици на гробљу данас се налазе у оквиру месног гробља. |
|             | Синагога у Белој Цркви        | Јужнобанатски   | прва 1835. друга 1864. трећа 1898.      | 1949.                           | Током 1835/1836. године изграђена је прва синагога од слабог материјала. У новембру 1836. године, виши рабин из Темишвара поставио је управу за одржавање синагоге. Затим је 1863. године сачињен протокол да је објекат склон паду. Затим 1864. године Ратно министарство одобрава изградњу нове синагоге која бива изграђена до краја 1864. године. Трећа, највећа и најлепша изграђена је 1898. године у улици Дејана Бранковића. Освећење ашкенаске синагоге обављено је 10. септембра 1898. Постојала је све до пролећа 1949. године, када је отпочело њено рушење. |
|             | Синагога у Вршцу              | Јужнобанатски   | прва 1798. друга 1828. (проширена 1886) | 1966.                           | Прва синагога је саграђена 1798. када је у Вршцу живело 45 Јевреја. Друга синагога је изграђена на истом месту 1828. Уз њу постоје јеврејска основна школа и верска школа Талмуд Тора. Заједница тада броји око 600 чланова. Синагога бива проширена 1886, монтиране су оргуље. За време Другог светског рата синагога је служила као затвор, а после рата као фискултурна сала. Порушена је 1966. године. Јеврејска општина Вршац је 1867. године имала 756 чланова, а 1900. године број је порастао на 878. Била је највећа јеврејска општина у Јужном Банату. Јевреји Вршца су до 1798. године сахрањивани у Белој Цркви, а када је то забрањено, подигнуто је јеврејско гробље у Вршцу. |
|             | Зрењанинска синагога          | Средњобанатски  | 17. 8. 1896.                            | лето 1941.                      | Прва синагога је изграђена 1845. и била је скромног изгледа и димензија. Изградња нове синагоге је почела 1894, на углу улица Сарајлијине и Ђуре Салаја, по пројекту будимпештанског архитекте Липота (Леополда) Баумхорна. Отворена је 17. августа 1896. Радове је изводио Метод Кучера. Рађена је у неомаварском стилу и била је на спрат. У приземљу су били мушкарци, а на спрату жене. Порушена је . Синагога је порушена од стране домаћих Немаца 1941, када су нацисти окупирали град. |
|             | Синагога у Новом Бечеју       | Средњобанатски  | 1865—1871.                              | 1946.                           | Грађена у романтичком стилу неолошког правца, по типу Соломоновог храма од 1865. до 1871. године, у улици Жарка Зрењанина 16. Изглед јој је био скроман, а изнутра је била једноставно опремљена. После Другог светског рата била је некоришћена, те су је власти продале приватним лицима која су је порушила и изградила стамбене зграде. |
|             | Синагога у Ечки               | Средњобанатски  | око 1870.                               | 1941.                           | Синагога неороманичког стила, порушена током нацистичке окупације 1941. |
|             | Синагога у Итебеју            | Средњобанатски  | Прва деценија 20. века                  | четрдесетих година 20. века     | Изграђена почетком 20. века у сецесијском стилу неолошког правца, по типу Синагоге куће |
|             | Синагога у Кикинди            | Севернобанатски | 1880.                                   | 1953. / 1955.                   | Доситејева улица |
|             | Синагога Бет Израел, Београд  | Београдски      | 1908.                                   | април 1941. / 1944.             | Угао Краља Петра 71 и Цара Уроша 20. |
|             | Ел Кал Вјежо (Стара синагога) | Београдски      | око 1700.                               | 1952.                           | Мојсијева улица |
|             | Ел кал нуево (Нова синагога)  | Београдски      |                                         |                                 | улица Праоца Јакова |
|             | Ашкенаска синагога            | Београдски      | 1869. у згради Народног позоришта       | уместо ње подигнута Сукат шалом | улица Космајска 51 |
|             | Синагога у Бечеју             | Јужнобачки      | 1883.                                   | 1962.                           | улаз у насеље Нестор Џилитов |
|             | Синагога у Бачкој Паланци     | Јужнобачки      | 1807.                                   | 1956.                           | Изграђена у улици Жарка Зрењанина 62. Поред ње је 835. изграђено ритуално купатило (микве), кошер месара и јеврејска основна школа. Након рушења на том месту је 29.04.2007. постављена спомен-плоча. |
|             | Синагога у Темерину           | Јужнобачки      | 1878.                                   | 1947.                           | Јеврејско гробље и синагога су по доласку фашиста у Темерин разорени више се не зна њихова локација. |
|             | Синагога у Врбасу             | Јужнобачки      | 1914.                                   | 1948.                           | Пре Другог светског рата у Врбасу је постојала Синагога која је током рата уништена. Као доказ њеног постојања, у улици Народног фронта 51 налази се шестоугаони стуб који је некада припадао њој. |
|             | Синагога у Сомбору            | Западнобачки    | Прва 1818. Друга 1865.                  |                                 | Извођач радова био је Карољ Гфелер. Реновирана је 1905, а постоји и данас, где је седиште ЈКП "Чистоћа". |
|             | Синагога у Шиду               | Сремски         | 1900.                                   | 1942.                           | У Шиду је синагога изграђена 1900. године. У месту је 1920. године било 75, а 1940. 59 Јевреја. Синагога се налазила у дому Емила и Иде Винтерштајн |
|             | Синагога у Сремској Митровици | Сремски         | 1904.                                   | 06.08.1941.                     | Синагога је саграђена 1904. у византијском стилу, за време председника Јеврејске општине Јосипа Флајшмана. Извођач радова био је Иван Волнер. Почетком II светског рата, Синагога је затворена, а почетком августа 1941. године опљачкане су све драгоцености из ње, скинут је цреп и дрвене греде. Дана 06.08.1941. је минирана и потпуно уништена у снажној експлозији. |
|             | Синагога у Руми               | Сремски         | Прва 1879. Друга 1935.                  | 1943,                           | Синагога у Руми је током окупације прво претворена у сабирни логор за Јевреје, а 1943. године је однесен бакарни кров, а немачки тенкови су срушили зграду синагоге. |
|             | Синагога у Инђији             | Сремски         | 1903.                                   | 1943.                           | У Инђији је синагога изграђена на плацу Петера и Кристине Кратз из Инђије, купљеног 1902. Сама изградња била је између 1902. и 1903. године. На истом плацу је била изграђена зграда за рабина. Синагога је страдала од 1941. до 1945. од пожара, а преостали зидови, као и кућа стана рабина порушене су после 1945. |
|             | Синагога у Старој Пазови      | Сремски         | 1903.                                   | 1942.                           | Пред Други светски рат било је 54 Јевреја у Старој Пазови. Била је то мала заједница, а 28.03.1903. купили су зграду за синагогу од Ото Катарине у данашњој улици Ћирила и Методија број 2, зк. ул. бр. 26, грунтовни лист број 1000, величина поседа је 9 ари и 41 м2, зграда и земља. Била је то скромна зграда која је служила верницима до маја 1942. године. После Другог светског рата, синагога је продата породици Бабинка, која се из Чачинаца у Славонији доселила у Стару Пазову 1946. године. Они су синагогу преуредили у приватни дом, али је су остала сачувана оригинална улазна врата и спољни прозори.                                                                    |
|             | Сефардска синагога у Земуну   | Сремски         |                                         | 1944.                           | Изградња сефардске синагоге започела је 1871. године. Том приликом је у име цара Фрање Јосифа присуствовао вицеконзул Деметар Тицио, који је свечано положио камен темељац. Изграђена је у маварском стилу, по плановима Јосифа Маркса. У савезничком бомбардовању 1944. године, тешко је оштећена, рушевине су уклоњене, а на њеном месту је подигнута стамбена зграда. |
|             | Синагога у Крагујевцу         | Шумадијски      | 1930.                                   |                                 | Др Моша Ели је 1930. године уступио једну зграду у улици Кнегиње Љубице бр. 9 Јеврејској заједници Крагујевца за Синагогу. Постоје извори у коме се налази најава да је 16.08.1931. године у јеврејској исповедној општини, у синагоги, Кнегиње Љубице број 9, бити одржана служба Божја у част десетогодишњице ступања краља Александра I на престо. Један део помоћних зграда хотела "Крагујевац" и део на коме је трафо-станица хотела, чине простор некадашње синагоге у Крагујевцу. |
|             | Синагога у Смедереву          | Подунавски      | 1857.                                   | 1941.                           | Од 1817. до 1857, Сефарди су молили власт да им дозволи богослужења у једној кући која неће имати спољних обележја. Допуштено им је под условом да буду тихи и да им се "број не увећава". Кућа-синагога у улици Деспота Стефана број 3 са кућиштем, двориштем и вртом, заузимала је површину од 9,14 ари, парцела бр. 242 ЗКУ бр. 458, власништво јеврејске вероисповедне и школске општине Смедерево. Имовина враћена решењем посл. бр. Р-408/50 од 17.05.1951. Разнесена је приликом експлозије муниције 05.06.1941. године. |
|             | Велика синагога у Сенти       |                 | 1858.                                   | 1959.                           | Ашкенашка синагога |
|             | Мала синагога у Сенти         |                 | 1928.                                   |                                 | Хасидска синагога |

### Срушене синагоге на територији Војводине

#### Банат
- Банатско Аранђелово (1880—1948)
- Бегејци (1870—1941)
- Бела Црква
- Беодра[49]
- Вршац
- Дебељача (1895—1941)
- Ечка (1870—1941)
- Зрењанин (1896—1941)
- Кањижа (1861, реновирана 1900, уништена 1948), двоспратна.
- Кикинда
- Мартонош (1800—1949)
- Меленци
- Мокрин (1876—1941)
- Мол (1877—1960)
- Нови Бечеј
- Нови Кнежевац (1910—1948)
- Падеј (1880—1947)
- Панчево (1909—1956)
- Пачир (1850—1948)
- Сента
- Сивац (1878—1948)
- Чока (1900—1941)

#### Бачка
- Ада
- Апатин
- Бајмок (1896—1948)
- Бајша
- Бач (1750—1980) барок
- Бачка Паланка
- Бачка Топола
- Бачки Брестовац (1880—1948)
- Бачки Петровац, улица Лабата 4 (1905—1962)
- Бачко Градиште (1890—1955)
- Бачко Петрово Село (1: 1854—1950); (2: 1905—1951)
- Бездан (1807—1948)
- Госпођинци (1900—1948)
- Ђурђево (1900—1948)
- Жабаљ (1904—1950)
- Змајево
- Кисач
- Ковиљ
- Куцура
- Кула (1861—1948)
- Мали Иђош
- Нови Сад
- Пивнице (1900—1944)
- Пригревица (1880, ca. 1948)
- Ратково Парабућ (1870—1948)
- Риђица (1900—1948)
- Селенча
- Силбаш (1900—1948)
- Сомбор (1875 - ?, неолошка) (1925 - ?, ортодоксна, у улици Светог Рока 34)[35]
- Сонта (1900—1948)
- Србобран (1900—1956)
- Станишић (1870—1950)
- Стара Моравица
- Стари Бечеј
- Суботица
- Темерин
- Тител (1900—1950)
- Товаришево (1900—1948)
- Фекетић (1900—1948)
- Хоргош (1910—1948)
- Црвенка (до 1948)
- Чонопља (1763—1948)
- Чуруг (1880—1950)

#### Срем
- Баноштор
- Ердевик
- Земун (-1944) Сефардска синагога у Земуну, срушена у савезничком бомбардовању[50]
- Инђија (1903—1943)
- Сремска Митровица (1904—1941)
- Стара Пазова (1903—1942)
- Шид (1900—1942)